# ʻEneʻio Botanical Garden
ʻEneʻio Botanical Garden (EBG) ist ein botanischer Garten in Tonga. Es ist der erste Park dieser Art des Landes mit einer Zusammenstellung von 500 Pflanzenarten aus 100 Familien und damit auch die größte Pflanzensammlung im Königreich Tonga.

## Lage
Der Garten liegt auf der Insel Vava'u, nur 10 Minuten entfernt vom Zentrum Neiafu.
Der Garten umfasst 8,9 ha Privatland.

## Geschichte
Der Garten wurde 1972 von Haniteli Faʻanunu angelegt, dem ehemaligen Minister of Agriculture and Fisheries. Nach 38 Jahren Erfahrung als Agronom (davon 18 als Director of Agriculture and Food in der Regierung von Tonga) setzte sich Fa’anunu das Ziel, seltene Pflanzen und Cultivare zu erhalten und gleichzeitig zur Bildung beizutragen. Er bietet geführte Touren an und betreibt mit seiner Familie den Garten mit einem Privatstrand und einem Restaurant und Campingplatz.